# Nils Boe

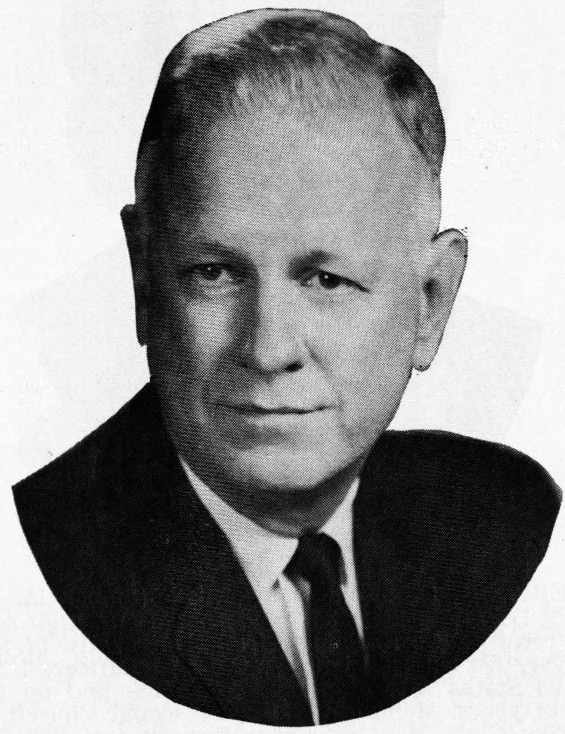
Nils Boe.

Nils Andreas Boe, född 10 september 1913 i Baltic, South Dakota, död 30 juli 1992 i Sioux Falls, South Dakota, var en amerikansk republikansk politiker. Han var den 23:e guvernören i delstaten South Dakota 1965-1969.
Boe föddes i Minnehaha County som son till Nils N. Boe, en luthersk präst, och Sissel Catherine Finseth. Boe studerade juridik vid University of Wisconsin-Madison. Han deltog i andra världskriget i USA:s flotta. Han var ledamot av South Dakota House of Representatives, underhuset i delstatens lagstiftande församling, 1951-1958 (talman åren 1955-1958).
Boe var viceguvernör under Archie M. Gubbrud 1963-1965 innan han efterträdde Gubbrud som guvernör. Boe var ogift och under hans tid som guvernör fungerade systern Borghild Boe som South Dakotas First Lady. Boe var chefsdomare vid United States Customs Court 1971-1977. Han var medlem i Odd Fellows och i American Legion. Han var av norsk härkomst.